# Jan Maciejowski (kasztelan)
Jan Maciejowski herbu Ciołek (zm. w 1587 roku) – kasztelan zawichojski w latach 1581–1587, kasztelan czechowski w latach 1579–1581, podkomorzy sandomierski w latach 1574–1579, starosta łęczycki w latach 1583–1587, starosta spiski w latach 1575–1576.
Był wyznawcą kalwinizmu.